# Rosiers-d’Égletons
Rosiers-d’Égletons település Franciaországban, Corrèze megyében. Lakosainak száma 1087 fő (2022. január 1.). Rosiers-d’Égletons Chapelle-Spinasse, Égletons, Eyrein, Moustier-Ventadour, Saint-Yrieix-le-Déjalat, Sarran, Vitrac-sur-Montane és Montaignac-sur-Doustre községekkel határos.

## Népesség
A település népessége az elmúlt években az alábbi módon változott:
| Lakosok száma | 912  | 1011 | 1056 | 1070 | 1053 | 1063 | 1070 | 1086 | 1095 | 1087 |
|               | 1968 | 1982 | 1990 | 2006 | 2013 | 2015 | 2017 | 2019 | 2020 | 2022 |